# Alfatar-Halbinsel
Die Alfatar-Halbinsel (bulgarisch полуостров Алфатар poluostrow Alfatar) ist eine 4 km lange und 2,8 km breite Halbinsel mit nordost-südwestlicher Ausrichtung am nordwestlichen Ende von Robert Island im Archipel der Südlichen Shetlandinseln. Sie trennt die Mitchell Cove von der Coppermine Cove, der Carlota Cove und dem Clothier Harbour. Nach Westen läuft sie in Form der 1,7 km langen und 0,5 km breiten Coppermine-Halbinsel aus.
Bulgarische Wissenschaftler kartierten sie 2008. Die bulgarische Kommission für Antarktische Geographische Namen benannte sie im selben Jahr nach der Stadt Alfatar im Nordosten Bulgariens.